# Peperomia papantlacensis
Peperomia papantlacensis är en pepparväxtart som beskrevs av C. Dc.. Peperomia papantlacensis ingår i släktet peperomior, och familjen pepparväxter. Inga underarter finns listade i Catalogue of Life.